# Xerochlora viridipallens
Xerochlora viridipallens är en fjärilsart som beskrevs av George Duryea Hulst 1896. Xerochlora viridipallens ingår i släktet Xerochlora och familjen mätare. Inga underarter finns listade i Catalogue of Life.

## Bildgalleri

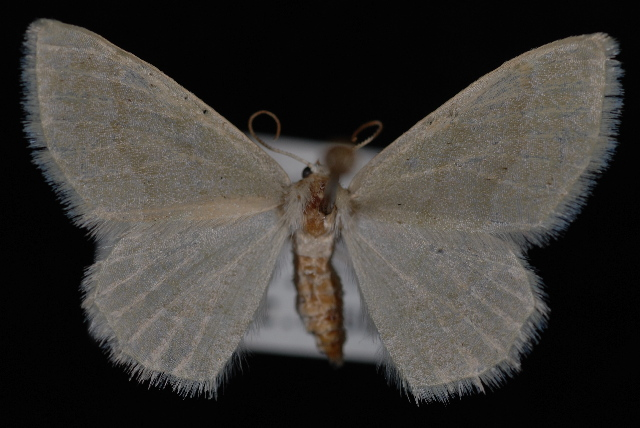